# Авангард (стадион, Комсомольск-на-Амуре)
«Аванга́рд» — стадион в Комсомольске-на-Амуре, Россия. Открытие состоялось в 1982 году, когда городу исполнилось 50 лет. Вместимость стадиона — 16 000 зрителей.
Стадион является домашним для футбольного клуба «Смена»
На территории стадиона располагаются фитнес-клуб и ДЮСШ по лёгкой атлетике, боксу, лыжным гонкам, спортивному ориентированию, плаванию, велоспорту и скалолазанию.
В 2016 году будет произведён капитальный ремонт стадиона. В рамках капитального ремонта поменяют освещение и газон, произведут установку видеокамер для обеспечения безопасности на объекте, и ремонт коммуникаций. Планируют отремонтировать стену северной трибуны, поменять сидения на стадионе. Возможно, будет сделан навес над зрителями, позволяющий им комфортно смотреть матчи в непогоду. В рамках капитального ремонта на прежнее место вернётся и табло, которое сейчас расположено за VIP-ложей. Также стены стадиона облицуют металлопластиком. Работы по капитальному ремонту начнутся в январе 2017 года.

## История
Строительство стадиона, скорее всего, связано с приказом начальника Нижне-Амурского ИТЛ НКВД СССР Ивана Петренко от 11 ноября 1942 года о создании при Управлении лагеря «в целях оживления физкультурно-оборонной и спортивной работы» Центрального совета физкультурно-спортивного общества «Динамо». Но сам стадион стали строить только спустя несколько лет. Это был совместный проект города и лагеря.
В решении горисполкома от 08 августа 1946 года говорилось: «Для обеспечения строительства главного входа стадиона принять к сведению заявление начальника Амурского строительства БАМ генерал-майора Петренко, что он будет являться ген-подрядчиком, обеспечивать рабочей силой и техническим руководством строительство главного входа и отдельных объектов».
Из воспоминаний Таисии Мелентьевой, работавшей в то время в системе спортобщества «Динамо»: «На проспекте Сталина (В настоящее время пр. Мира) был проложен тротуар. От него шла аллея к главному входу стадиона, с обеих сторон обсаженная тремя рядами акации. Сразу за тротуаром в начале аллеи стояла гипсовая скульптура: два футболиста с мячом. По бокам ее — две кассы для продажи билетов. Со стороны главного входа находилась сплошная восточная трибуна. Напротив нее — западная трибуна, разделенная центральной ложей с навесом. С двух других сторон стадион был обнесен оградой».
На стадионе выступала футбольная команда «Динамо», тренировал которую Николай Старостин, отбывавший срок заключения с 1945 по 1952 годы. Да и сама футбольная команда, наполовину состояла из заключенных. В 1947 году команда завоевала Кубок Дальнего Востока и вышла в финал Кубка РСФСР. Список ее основного состава, представленного на награждение значком «Почетный строитель Комсомольска-на-Амуре», хранится в городском архиве. Фамилия Старостина в этом списке вычеркнута.
После ликвидации лагерной системы в 1960 году «бесхозный» стадион сначала передали спортобществу «Трудовые резервы», потом судостроительный завод взял его на свой баланс. В 1996 году стадион с баланса завода был передан в муниципальную собственность и стал главным стадионом города. Он пережил несколько реконструкций и получил еще одно футбольное поле, на территории которого в 1950-е годы располагалось одно из лагерных отделений, а теперь построен новый спортивный комплекс «Орлан».